# ケリー・マリー
ケリー・マリー（Kelle Marie、1980年10月1日 - ）はイギリスのヌードモデル、ポルノ女優。
16歳から、いわゆるページ・スリー・ガールとして活動を始め、人気が高まるとともに、プレイボーイ誌をはじめとする多数の男性誌に掲載されるようになった。「ペントハウス」誌2001年5月号のペントハウス・ペットに選出されている。